# Прикубанский (Новокубанский район)
Прикубанский — посёлок в Новокубанском районе Краснодарского края.
Административный центр Прикубанского сельского поселения.

## География

### Улицы
| - пер. Весёлый, - пер. Весенний, - пер. Виноградный, - пер. Восточный, - пер. Луговой, - пер. Лучистый, - пер. Проточный, - ул. Берёзовая, - ул. Вишнёвая, - ул. Гагарина, - ул. Горького, - ул. Шоссейная, - ул. Школьная |  | - ул. Дзержинского, - ул. Дружбы, - ул. Заводская, - ул. Западная, - ул. Звездная, - ул. Зелёная, - ул. Индустриальная, - ул. Казачья, - ул. Карьерная, - ул. Короткая, - ул. Строительная | - ул. Кубанская, - ул. Ленина, - ул. Лесная, - ул. Майская, - ул. Мира, - ул. Мичурина, - ул. Молодёжная, - ул. Начальная, - ул. Новая, - ул. Подгорная, - ул. Садовая, - ул. Халтурина, - ул. Степная, - ул. Тельмана, - ул. Урицкого. |

## Население
| 2002 | 2010  | 2021  |
| ---- | ----- | ----- |
| 3128 | ↘3001 | ↗3135 |